# Arena (Unternehmen)
Die Arena S.p.A. ist ein italienischer Sportartikelhersteller von Badebekleidung und Schwimmzubehör wie Schwimmanzüge, Brillen und Kappen mit Sitz in Tolentino.

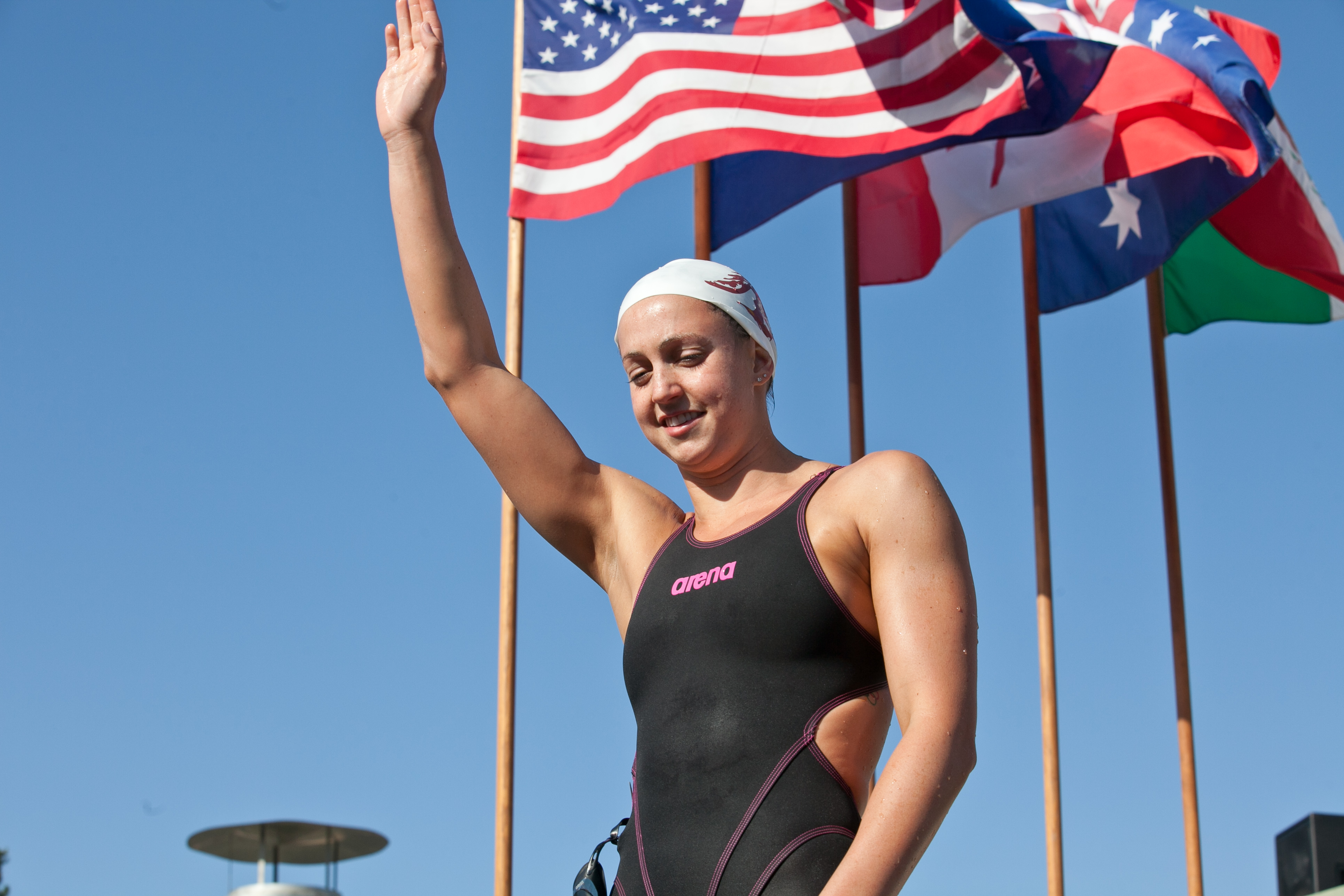
Die US-amerikanische Schwimmerin Rebecca Soni im Arena-Anzug (2011)

## Geschichte und Organisation
Das Unternehmen wurde 1973 von Horst Dassler gegründet, dem Sohn des Adidas-Gründers Adolf Dassler und Geschäftsführer der Tochtergesellschaft adidas France.
Arena entwickelt zusammen mit Wissenschaftlern und Forschern High-Performance-Materialien für Schwimmanzüge und -ausrüstung.
Arena war von Anfang an Ausstatter zahlreicher internationaler Topathleten des Schwimmsports, darunter Mark Spitz, Shane Gould, Matt Biondi, Alexander Popow, Franziska van Almsick, Aaron Peirsol, Filippo Magnini, Laure Manaudou, László Cseh, Paul Biedermann, Alain Bernard, Kirsty Coventry, Rebecca Soni, César Cielo, Bronte Campbell, Cate Campbell, Emily Seebohm, Mitch Larkin, Tania Cagnotto Jeanne Collonge, Christian Kramer, Kristin Möller und Philip Heintz.
Bei den Olympischen Sommerspielen 1976 in Montreal gewannen Athleten in Arena-Ausrüstung (Arena Elite Team) 44 Medaillen. Zwei Jahre später bei den Schwimmweltmeisterschaften 1978 in Berlin waren es 62 Medaillen.
Mit Niederlassungen in Deutschland, Frankreich und den Vereinigten Staaten sowie einem breiten Netzwerk von Vertriebspartnern und Lizenznehmern ist Arena weltweit aufgestellt und mit seiner Marke in über 100 Ländern vertreten. In Japan und in zehn weiteren Ländern Asiens wird die Marke von der japanischen Descente-Gruppe betrieben.
Ab 2010 gehörte das Unternehmen zur US-amerikanischen Private-Equity-Gesellschaft Riverside. Ende 2013 gab der Schweizer Fonds Capvis den Kauf von Arena bekannt.